# Mark Anthony (attore pornografico)
Mark Anthony, a volte accreditato come Marc Anthony (Cardiff, 24 marzo 1967), è un ex attore pornografico britannico, che ha lavorato esclusivamente in film pornografici gay, diventando uno dei più popolari e riconoscibili pornodivi del Regno Unito.

## Biografia
Nato a Cardiff, fin da bambino è stato protagonista di episodi di delinquenza giovanile, passando diversi anni (tra i 13 i 17 anni) in centri di detenzione e recupero minorile. Poco più che maggiorenne si trasferisce nei pressi di Londra dove si sposa e ha due figli, ma continua ad aver problemi con la legge. Trovato colpevole di lesioni personali gravi, viene incarcerato per 18 mesi. Durante i mesi passati in carcere ha diversi incontri con gli altri detenuti, rendendosi conto di essere omosessuale.
Uscito di prigione, fa coming out dichiarando alla moglie di essere gay. Desideroso di vivere appieno la sua sessualità, nel giro di pochi mesi inizia a collaborare per un'agenzia di escort e lavora come ballerino e spogliarellista per la nota discoteca londinese "Heaven". Durante le sue serate in discoteca viene notato dal fotografo Jay Eff, che lo introduce negli ambienti giusti. Nel 1993 partecipa al concorso di bellezza Mr Gay UK, piazzandosi tra i finalisti.
La carriera di Anthony nella pornografia gay inizia nel 1993 a Sitges, nei pressi di Barcellona, dove partecipa ad un film softcore per la casa di produzione Man For Man. Successivamente vola a Miami dove ha la possibilità di lavorare con il noto regista Kristen Bjorn, per il quale si esibisce come passivo in due film di successo, A World of Men e The Anchor Hotel.
In seguito lavora in pellicole più spinte per la Hot House Entertainment, ma l'esperienza non è delle più felici, visto che la società lo spingeva ad esibirsi quasi esclusivamente come attivo quando egli si sentiva più a suo agio nel ruolo da passivo. Dopo alcuni anni di pausa torna a lavorare nell'industria porno nel 2002 nel film The Isle of Men, nuovamente diretto da Kristen Bjorn. Lavora inoltre come passivo per alcuni video bareback della Triga Films.
A metà degli anni novanta scopre di essere HIV positivo, ma nasconde la sua situazione per non danneggiare la propria carriera. Dal quel momento inizia un periodo buio della sua vita, in cui inizia a dimostrarsi instabile e paranoico. È stato protagonista di atti psicotici e rabbiosi, ha abusato di alcol e droghe, diventandone completamente dipendente. Anthony ha vissuto per anni in un tunnel autodistruttivo, fatto di cocaina e vodka, da cui ne è uscito nel 2004, dopo numerose cure e sedute agli Alcolisti Anonimi.
Nonostante si sia ritirato dall'industria pornografica da tempo, nel 2007 è stato protagonista di un servizio fotografico per UK Naked Men.

## Filmografia
- Man For Man: The Video For Gay Men Vol. 3 (Man For Man, 1993)
- Hard (Man For Man, 1993)
- Instincts: Erotic Choices 1 (Pride Video, 1994) alias Better Gay Sex (DVD)
- Instincts: Erotic Choices 2 (Pride Video, 1995) alias Even Better Gay Sex (DVD)
- Hunk: Squaddies (Prowler, 1995)
- A World of Men (Kristen Bjorn Video, 1996)
- Summer Blazes (1996)
- The Anchor Hotel (Kristen Bjorn Video, 1997)
- Sure Thing (Hot House Video, 1997)
- Mo' Bigga' Butt (Plain Wrapped Video, 1997)
- The Isle of Men (Kristen Bjorn Video, 2002)
- Football Orgy Volume 2 (Triga Films, 2003)